# Ліпниця-Гурна (Підкарпатське воєводство)
Ліпниця-Гурна (пол. Lipnica Górna) — село в Польщі, у гміні Сколишин Ясельського повіту Підкарпатського воєводства.
Населення — 456 осіб (2011).
У 1975-1998 роках село належало до Кросненського воєводства.

## Демографія
Демографічна структура станом на 31 березня 2011 року:
|          | Загалом | Допрацездатний вік | Працездатний вік | Постпрацездатний вік |
| -------- | ------- | ------------------ | ---------------- | -------------------- |
| Чоловіки | 236     | 61                 | 156              | 19                   |
| Жінки    | 220     | 41                 | 128              | 51                   |
| Разом    | 456     | 102                | 284              | 70                   |